# Demeter Diamantidi
Demeter Diamantidi (Hietzing, 20 marzo 1839 – Vienna, 4 aprile 1893) è stato un alpinista, pittore e sportivo austriaco.

## Biografia
La famiglia Diamantidi erano mercanti greci che si stabilirono a Vienna dopo una sosta in Romania.  Demeter Diamantidi sposò la cattolica Karoline Elizabeth Fruhwirth nella chiesa greca della Santissima Trinità.  Demeter Diamantidi studiò all'Accademia di Belle Arti di Vienna dal 1860. Nelle sue opere artistiche si occupò principalmente di temi sportivi, dipinse ad esempio la pista di pattinaggio sul ghiaccio di Vienna. Lui stesso all'epoca era considerato uno dei migliori pattinatori sul ghiaccio di Vienna, ma divenne particolarmente importante grazie al suo lavoro teorico in questo settore. Insieme a Carl Korper von Marienwerth e Max Wirth ha scritto il libro di testo “Tracce sul ghiaccio”, considerato rivoluzionario per il moderno pattinaggio su ghiaccio. Questo libro presentò il cosiddetto regolamento, che costituì la base del sistema di punteggio ISU per il pattinaggio artistico e la danza sul ghiaccio, valido ancora nel 2025. Anche le illustrazioni di quest'opera provengono da Diamantidi.  Su alcuni di essi è raffigurato Georg Zachariades.
Diamantidi era considerato anche un importante alpinista e un importante membro del Österreichischer Alpenklub. Nel 1881 fu il primo a scalare il Sasso di Mur nelle Dolomiti, alto 2.554 m. Nello stesso anno, guidato da Michel e Hans Innerkofler, fu il primo a scalare in un giorno le cime di tutte le Tre Cime di Lavaredo. [Nel 1887, insieme a Carl Hofer e Albert Wachtler, guidati da Peter Kotter, compì la prima scalata della Cima dell'Accla, alta 3.196 m. Nel 1888 Diamantidi fece parte di un comitato popolare incaricato di erigere l'obelisco kaiser Francesco Giuseppe I sull'Ortles a 3.905 m. di altitudine. Dopo il fallimento di questa impresa, salì sulla vetta come sostituto per celebrare il 40º anniversario del trono dell'imperatore Francesco Giuseppe I con una bandiera asburgica. Nel 1892, nell'ambito di una scommessa, Diamantidi riuscì a scalare il Schneeberg, Catena Rax-Schneeberg, Schneealpe e Veitsch in 24 ore, un giro che prevedeva una salita di circa 3.200 metri e una discesa di circa 3.500 metri. Nello stesso anno effettuò la prima salita della parete nord della vetta principale del Latemar nelle Dolomiti, alta 2.846 m., che in suo onore fu poi chiamata Cimon del Latemar.  Verso la fine della sua vita, Diamantidi fu attivo anche nelle Alpi Occidentali. Fu sepolto nel cimitero centrale di Vienna. 
Diamantidi fu anche politicamente attivo; dal 1884 al 1889 rappresentò i liberali nel consiglio comunale di Vienna.

## Scritto
- Demeter Diamantidi, Carl Korper, Max Wirth: "Tracce sul ghiaccio: lo sviluppo del pattinaggio sul ghiaccio sulla pista della Vienna Ice Skating Association",  Ed.: Alfred Holder. 2ª edizione. Vienna 1892 (archive.org ).